# Aharon Barak
Aharon Barak (hébreu : אהרן ברק), né Harry Kubrick le 16 septembre 1936 à Kaunas en Lituanie, est un juriste qui a marqué le droit israélien. Il est président de la Cour suprême d'Israël de 1995 à 2006. Il est aussi professeur à l'université hébraïque de Jérusalem.

## Une enfance cachée
Au cours de l'occupation nazie consécutive à l'opération Barbarossa, Aharon Barak est enfermé en 1941 dans le ghetto de Kaunas. Il s'en échappe en 1944 caché dans un sac destiné à contenir des uniformes nazis confectionnés par des habitants du ghetto embauchés dans des ateliers (parmi lesquels son père). Le jeune fugitif est abrité jusqu'à la fin de la guerre par des paysans.

## Études et carrière universitaire
Installé en Palestine mandataire en 1947, il obtient à l'université hébraïque de Jérusalem une maîtrise en droit en 1958 avant d'y étudier l'économie et les relations internationales. Aharon Barak enseigne le droit comme assistant dans cette université de 1960 à 1963. C'est cette année-là qu'il y décroche un doctorat en droit puis y occupe une charge de professeur en 1968 avant d'être nommé doyen en 1974.

## Carrière juridique

### Procureur général
Il est conseiller juridique (procureur général) du gouvernement entre 1975 et 1978. C'est à cette époque qu'Aharon Barak met en jugement des personnalités politiques dans des affaires de corruption. L'une de ces affaires conduit à la démission du Premier ministre Yitzhak Rabin.

### Juge à la Cour suprême
En 1978, il est nommé à la Cour suprême d'Israël. À ce titre, il participe à la négociation des accords de Camp David.
Nommé président de la Cour en 1995, Aharon Barak fait figure de libéral voire de « juge activiste », du moins du point de vue d'Israël car cette position est difficile à tenir en ce qui concerne les Territoires occupés.
Il a notamment statué, en 1999, contre l'utilisation de la torture par le Service de sécurité intérieure israélien, lors d'une plainte déposée entre autres par le Comité public contre la torture en Israël.
Barak renforce le contrôle juridictionnel de la Cour durant sa présidence, notamment le contrôle de constitutionnalité et s'oppose à la discrimination concernant les Arabes israéliens dans les questions foncières (arrêt Kaadan, 2000).
Il a aussi à connaître de la légalité de la politique des « assassinats ciblés », ainsi que de l'affaire Salah Shehadeh.
Toutefois, tentant d'atteindre un équilibre entre la sécurité de l'État d'Israël et les droits individuels des Palestiniens sujets à l'occupation, il a aussi pu être critiqué par certains auteurs, dont l'historien Tom Segev, comme fournissant le vernis de légitimité nécessaire à l'occupation.
D'autres auteurs, comme Ruth Gabizon, Hillel Neuer ou Mordehai Haller, lui reprochent son activisme judiciaire exagéré et sa conception totalitaire du droit.

## Décoration
- Chevalier de la Légion d'honneur (2008)